# 格闘料理伝説ビストロレシピ
『格闘料理伝説ビストロレシピ』（かくとうりょうりでんせつビストロレシピ）は、1999年にバンプレストから発売されたゲームソフト。同年に『コミックボンボン』で漫画化され、2001年からはアニメ化された。
ビストラーと呼ばれる料理人が、作った料理にレシピカードと呼ばれるカードを乗せることによりモンスターを登場させ、そのモンスターで対決をする。料理に失敗すると、マックロンと呼ばれる弱いモンスターが生まれてしまう。

## ゲーム
ゲーム版ではモンスターを和・洋・中・エスニックの4つの属性に分けた。多様のモンスターが出現したが、後に発表されたパスワードを入力することによってのみ出現する、隠れモンスターが存在することが判明している。
3作とも販売はバンプレスト、開発はレッドカンパニーが担当している。
- 1999年9月30日発売 - 格闘料理伝説ビストロレシピ ワンダーバトル編（ワンダースワン）
- 1999年10月8日発売 - 格闘料理伝説ビストロレシピ 激闘★フードンバトル編（ゲームボーイカラー・ゲームボーイ）
- 1999年12月10日発売 - 格闘料理伝説ビストロレシピ 決闘★ビストガルム大陸編（ゲームボーイカラー・ゲームボーイ）

## 漫画
1999年から2000年まで、講談社の『コミックボンボン』に連載された。原作を芦田俊太郎、作画を津島直人が担当し、初期は原作に沿って物語を展開していたが、徐々にオリジナル色を見せ始める。また、バトル漫画よりは料理漫画に近い内容の回も多く、お色気描写にも定評があった。単行本は2巻まで発行されたが、物語は完結せずに連載を終了した。

## テレビアニメ
2001年11月から2002年6月まで、NHK衛星第二の毎週火曜日18時30分 - 18時55分（「衛星アニメ劇場」枠内）で全26話が放送された。漫画版を原作として話を展開させているが、アニメ独自の物語を挿入させたり、結末が漫画版と異なっていたりしている。

### 登場人物

#### メイン
幕之内 膳（まくのうち ゼン）
声 - 坂本千夏
本作の主人公。駆け出しのビストラー。料理の腕は未熟だが、正義の心は人一倍である。10歳。
幕之内 花梨（まくのうち カリン）
声 - 那須めぐみ
ゼンの妹。ビショッカーを倒すため、ゼンと共に行動している。辛い物が大好き。8歳。
ピータン
声 - 三田ゆう子
ビショッカーに捕らえられてしまった両親を探している少年。パンダのような風貌をしている。ゼンを「アニキ」と呼ぶ。口癖は「〜でし」。6歳。

#### ゼンたちを取り巻く人々
ハオヂィ
声 - 高木渉
料理のことに詳しい仙人。常に大皿の上に乗っている。
幕之内 月次（まくのうち ツキジ）
声 - 岩崎征実
ゼンとカリンの父親であり、凄腕のビストラー。38歳。
アッシュ
声 - 時田光
ゼンのライバルのビストラー。

#### ビショッカー
ドン・クック
声 - 西村仁
悪の組織ビショッカーの首領。世界征服を企てている。
神童のキーマ
声 - 大畑伸太郎
ビショッカー四天王の1人の小男。エスニックフードンを使用する。正体は猿。
花板のマサ
声 - 木内秀信
ビショッカー四天王の1人の大男。和食フードンを使用する。正体は熊。
芸術のグリル
声 - 前田剛
ビショッカー四天王の1人である長身の青年。洋食フードンを使用する。正体はコウモリ。
妖艶のチューニャン
声 - 佐々木瑶子
ビショッカー四天王の1人で紅一点。中華フードンを使用する。正体は狐。
味亜味亜
声- 林玉緒
ドン・クックの部下。猫のような姿をした少女。

### スタッフ
- 原作 - 芦田俊太郎 / レッド・エンタテインメント / 津島直人（講談社/コミックボンボン）
- 監督 - やすみ哲夫
- シリーズ構成 - 角屋拓
- キャラクター原案 - 島田直子
- キャラクターデザイン - 原田峰文
- 美術監督 - 藤田勉
- 色彩設計 - 佐藤和子
- 撮影監督 - 伊藤正弘
- 編集 - 水田経子→岡祐司
- 音響監督 - 藤山房延
- 音楽プロデューサー - 浅倉大介
- 音楽 - イズム / Geminiart High Quality
- プロデューサー - 近藤栄三、田中渉、金正廣、釜秀樹、小林正樹
- アニメーション制作 - グループ・タック
- 制作協力 - 文成動画（韓国）
- 製作 - ビストロレシピプロジェクト2001（総合ビジョン、電通、グループ・タック、東宝、バンプレスト）

### 主題歌
オープニングテーマ「プライド＋炎」（第1話 - 第26話）
歌 - 山崎裕太
エンディングテーマ「White Pearl」（第1話 - 第25話）
歌 - DAISY CHAIN
エンディングテーマ「バスのうた」（第26話）
歌 - COO

### 各話リスト
| 話数   | サブタイトル               |        | 話数                   | サブタイトル |
| ------ | -------------------------- | ------ | ---------------------- | ------------ |
| MENU1  | ヘイ! おまちぃ!!           | MENU14 | 対決! 四天王マサ!!     |              |
| MENU2  | ピピピンとピータンでっ!    | MENU15 | 食神の忘れ物           |              |
| MENU3  | ハオヂィを救え!?           | MENU16 | 愛と正義のバーガー戦隊 |              |
| MENU4  | ようこそゴーストの森へ     | MENU17 | 決戦!! ラーメン対決    |              |
| MENU5  | 開幕フードン・トーナメント | MENU18 | 消滅!? トロピカーラ    |              |
| MENU6  | 決戦フードン・トーナメント | MENU19 | 衝撃合体! テンシング!! |              |
| MENU7  | グルメ四天王、参上!!       | MENU20 | まっくろん危機一髪!?   |              |
| MENU8  | 南の島で、カレー対決!      | MENU21 | スパイで大すっぱい!?   |              |
| MENU9  | おばあちゃんの味は?        | MENU22 | ガーディアンロボ始動   |              |
| MENU10 | つかめ、究極奥義!!         | MENU23 | 機械料理人グリル!!     |              |
| MENU11 | はぐれフードンの涙         | MENU24 | 突入! ドン・クック城!! |              |
| MENU12 | トロピカーラな食神様?      | MENU25 | 決戦!! ドン・クック    |              |
| MENU13 | 襲撃! 四天王マサ!!         | MENU26 | まごころの料理         |              |